# Емил Янингс
Емил Янингс (алтернативно произношение Емил Джанингс, на немски: Emil Jannings) (23 юли 1884 г. – 2 януари 1950 г.) е немски актьор, популярен в Холивуд през 1920-те. Той е първият носител на Оскар, удостоен с наградата за най-добър актьор на церемонията през 1929 г. Към днешна дата, Янингс все още е единственият германец, печелил Оскар за най-добър актьор. 

## Биография
Известен е със сътрудничеството си с Фридрих Мурнау и Йозеф фон Щернберг, включително „Синият ангел“, с Марлене Дитрих. Филмът е замислен като средство за лансиране на неговата кариера в новата среда на говорещото кино, но Дитрих го засенчва. По-късно Янингс участва в редица филми с нацистка пропаганда, което го прави негоден като актьор след падането на Третия райх.

## Избрана филмография
| Година | Филм                               | Оригинално заглавие            | Роля                              | Режисьор           |
| ------ | ---------------------------------- | ------------------------------ | --------------------------------- | ------------------ |
| 1924   | Последният човек                   | Der letzte Mann                | портиер в хотел                   | Фридрих Мурнау     |
| 1926   | Фауст - Германска народна приказка | Faust: Eine deutsche Volkssage | Мефистофел                        | Фридрих Мурнау     |
| 1928   | Последната заповед                 | The Last Command               | великия княз Сергей Александрович | Йозеф фон Щернберг |
| 1930   | Синият ангел                       | Der blaue Engel                | Професор Имануел Рат              | Йозеф фон Щернберг |